# ناندو چیچرو
ناندو چیچرو (ایتالیایی: Nando Cicero؛ ‏ ۲۲ ژانویهٔ ۱۹۳۱ – ۳۰ ژوئیهٔ ۱۹۹۵) کارگردان فیلم، فیلم‌نامه‌نویس و بازیگر اهل ایتالیا بود. وی یکی از مهمترین و موفق‌ترین کارگردانان ژانر فیلم کمدی سکسی سبک ایتالیایی بود.
از فیلم‌هایی که وی در آن نقش داشته‌است، می‌توان به دوبار شلیک کن، بگذار خودمان را مسلح کنیم و شما به جبهه بروید!، سوداگر، آفرین به فک، گربه مامان، پائولو روبرتو کوتکینو مهاجم میانی موفق، هنگامه کرکس‌ها، معلم مدرسه، احساس، سالواتوره جولیانو، دخترک سرباز در دیدار نظامی، دخترک سرباز در مانورهای بزرگ نظامی، خانم دکتر بیمارستان ارتش، مددکار اجتماعی آتشین‌مزاج، دختر دبیرستانی، شیطان و آب مقدس و هرکول آزادشده اشاره کرد.
او بین سال‌های ۱۹۵۳ تا ۱۹۶۲ در یازده فیلم در نقش‌های فرعی بازی کرد. از سال ۱۹۷۰ او بر روی سبک کمدی تمرکز کرد و چند فیلم نقیضه با بازی فرانکو فرانکی و چیچو اینگراسیا را کارگردانی کرد.
او در سال ۱۹۹۵ در سن ۶۴ سالگی درگذشت.